# Carducci (cráter)
Carducci es un cráter de impacto de 108,19 km de diámetro del planeta Mercurio. Debe su nombre al poeta italiano Giosuè Carducci (1835-1907), y su nombre fue aprobado por la  Unión Astronómica Internacional en 1976.